# Padre Hurtado
Cet article concerne une commune. Pour le prêtre, voir Albert Hurtado.
Padre Hurtado est une commune du Chili, située dans la province de Talagante et la région métropolitaine de Santiago. 

## Géographie

### Situation

Localisation de Padre Hurtado (en rouge) au sein de l'agglomération de Santiago.

La commune s'étend sur 80,8 km2 à l'extrémité sud-ouest de l'agglomération de Santiago entre la large vallée du Mapocho, à une altitude d'environ 420 mètres, et est encadré par des collines culminant à environ 800 mètres sur les contreforts de la cordillère de la Côte à l'ouest. Sa partie urbanisée est située à une vingtaine de kilomètres du centre de la capitale Santiago, le long de la route qui va de celle-ci à Melipilla.

## Histoire
L'entité administrative dont faisait partie la commune est créée en 1891 sous l'appellation Marruecos. En 1954, elle prend le nom de Padre Hurtado en hommage au prêtre chilien Albert Hurtado décédé deux ans plus tôt et canonisé par la suite. Padre Hurtado devient une commune à part entière en 1994 après scission avec la commune de Peñaflor.

## Population et société

### Démographie
Cette commune a connu une croissance rapide avec 30 % d'habitants en plus entre 2002 et 2012. La population s'élevait à 50 670 habitants pour une densité de 626 hab./km² en 2012 et à 63 250 habitants en 2017.

## Politique et administration
La commune est dirigée par un maire et six conseillers élus pour un mandat de quatre ans. Les dernières élections ont eu lieu les 26 et 27 octobre 2024. 
| Période         | Période         | Identité                    | Étiquette | Qualité |
| --------------- | --------------- | --------------------------- | --------- | ------- |
| 6 décembre 1996 | 6 décembre 2008 | Desiderio Moya Peña         | PS        |         |
| 6 décembre 2008 | 29 janvier 2021 | José Miguel Arellano Merino | RN        |         |
| 30 janvier 2021 | 28 juin 2021    | Amaro Fuentes Vargas        | RN        |         |
| 28 juin 2021    | en fonction     | Felipe Muñoz Heredia        | PS        |         |

## Transports
Padro Hurtado est desservie par le réseau d'autobus Red de l'agglomération de Santiago, depuis le 28 octobre 2023, ainsi que par des autobus inter-procinciaux.